# Italia ai Giochi della XVIII Olimpiade
L'Italia partecipò ai Giochi della XVIII Olimpiade svoltisi a Tokyo dal 10 al 24 ottobre 1964, con una delegazione di 171 atleti.

## Medagliere

### Per discipline[2]
| Sport            | Oro | Argento | Bronzo | Totale |
| ---------------- | --- | ------- | ------ | ------ |
| Ciclismo         | 3   | 5       | 0      | 8      |
| Pugilato         | 2   | 0       | 3      | 5      |
| Equitazione      | 2   | 0       | 1      | 3      |
| Ginnastica       | 1   | 1       | 1      | 3      |
| Atletica leggera | 1   | 0       | 1      | 2      |
| Tiro             | 1   | 0       | 0      | 1      |
| Scherma          | 0   | 2       | 1      | 3      |
| Canottaggio      | 0   | 1       | 0      | 1      |
| Tuffi            | 0   | 1       | 0      | 1      |
| Totale           | 10  | 10      | 7      | 27     |

### Medaglie
| Medaglia | Nome                                                                                              | Sport            | Evento                         |
| -------- | ------------------------------------------------------------------------------------------------- | ---------------- | ------------------------------ |
| Oro      | Abdon Pamich                                                                                      | Atletica leggera | Marcia 50 km                   |
| Oro      | Mario Zanin                                                                                       | Ciclismo         | Corsa in linea                 |
| Oro      | Giovanni Pettenella                                                                               | Ciclismo         | Velocità                       |
| Oro      | Angelo Damiano Sergio Bianchetto                                                                  | Ciclismo         | Tandem                         |
| Oro      | Mauro Checcoli                                                                                    | Equitazione      | Concorso completo individuale  |
| Oro      | Mauro Checcoli Paolo Angioni Giuseppe Ravano Alessandro Argenton                                  | Equitazione      | Concorso completo a squadre    |
| Oro      | Franco Menichelli                                                                                 | Ginnastica       | Corpo libero maschile          |
| Oro      | Fernando Atzori                                                                                   | Pugilato         | Pesi mosca                     |
| Oro      | Cosimo Pinto                                                                                      | Pugilato         | Pesi mediomassimi              |
| Oro      | Ennio Mattarelli                                                                                  | Tiro             | Fossa olimpica                 |
| Argento  | Renato Bosatta Emilio Trivini Giuseppe Galante Franco De Pedrina Tim. Giovanni Spinola            | Canottaggio      | Quattro con maschile           |
| Argento  | Severino Andreoli Luciano Dalla Bona Pietro Guerra Ferruccio Manza                                | Ciclismo         | Cronometro a squadre           |
| Argento  | Sergio Bianchetto                                                                                 | Ciclismo         | Velocità                       |
| Argento  | Giovanni Pettenella                                                                               | Ciclismo         | Chilometro a cronometro        |
| Argento  | Giorgio Ursi                                                                                      | Ciclismo         | Inseguimento individuale       |
| Argento  | Luigi Roncaglia Cencio Mantovani Carlo Rancati Franco Testa                                       | Ciclismo         | Inseguimento a squadre         |
| Argento  | Franco Menichelli                                                                                 | Ginnastica       | Anelli                         |
| Argento  | Giovanni Battista Breda Giuseppe Delfino Gianfranco Paolucci Alberto Pellegrino Gianluigi Saccaro | Scherma          | Spada a squadre maschile       |
| Argento  | Giampaolo Calanchini Wladimiro Calarese Pierluigi Chicca Mario Ravagnan Cesare Salvadori          | Scherma          | Sciabola a squadre maschile    |
| Argento  | Klaus Dibiasi                                                                                     | Tuffi            | Piattaforma 10 metri maschile  |
| Bronzo   | Salvatore Morale                                                                                  | Atletica leggera | 400 metri ostacoli             |
| Bronzo   | Piero D'Inzeo Raimondo D'Inzeo Graziano Mancinelli                                                | Equitazione      | Salto ostacoli a squadre       |
| Bronzo   | Franco Menichelli                                                                                 | Ginnastica       | Parallele simmetriche          |
| Bronzo   | Silvano Bertini                                                                                   | Pugilato         | Pesi welter                    |
| Bronzo   | Franco Valle                                                                                      | Pugilato         | Pesi medi                      |
| Bronzo   | Giuseppe Ros                                                                                      | Pugilato         | Pesi massimi                   |
| Bronzo   | Antonella Ragno                                                                                   | Scherma          | Fioretto individuale femminile |

### Plurimedagliati
| Nome                | Sport       | Oro | Argento | Bronzo | Totale |
| ------------------- | ----------- | --- | ------- | ------ | ------ |
| Mauro Checcoli      | Equitazione | 2   | 0       | 0      | 2      |
| Franco Menichelli   | Ginnastica  | 1   | 1       | 1      | 3      |
| Sergio Bianchetto   | Ciclismo    | 1   | 1       | 0      | 2      |
| Giovanni Pettenella | Ciclismo    | 1   | 1       | 0      | 2      |

## Risultati

### Pallacanestro
| Atleta | Classifica |
| --- | ---------- |
| V · D · M Nazionale italiana - Pallacanestro ai Giochi della XVIII Olimpiade 4 Giomo · 5 Pellanera · 6 Lombardi · 7 Pieri · 8 Bertini · 9 Vittori · 10 Sardagna · 11 Flaborea · 12 Masini · 13 Bufalini · 14 Vianello · 15 Gavagnin · All. Nello Paratore | 5°         |
| Nazionale italiana - Pallacanestro ai Giochi della XVIII Olimpiade |            |
| 4 Giomo · 5 Pellanera · 6 Lombardi · 7 Pieri · 8 Bertini · 9 Vittori · 10 Sardagna · 11 Flaborea · 12 Masini · 13 Bufalini · 14 Vianello · 15 Gavagnin · All. Nello Paratore                                                                              |            |

### Pallanuoto
| Atleta | Classifica |                   |
| --- | --- | ----------------- |
| V · D · M Nazionale maschile italiana di pallanuoto · Giochi olimpici - Tokyo 1964 Bardi · Cevasco · D'Altrui · Dennerlein · Guerrini · Lavoratori · Lonzi · Merello · Parmegiani · Pizzo · Rossi · Spinola · CT : Andrés Zólyomy | 4° |                   |
| Nazionale maschile italiana di pallanuoto · Giochi olimpici - Tokyo 1964 | |                   |
| Bardi · Cevasco · D'Altrui · Dennerlein · Guerrini · Lavoratori · Lonzi · Merello · Parmegiani · Pizzo · Rossi · Spinola · CT: Andrés Zólyomy                                                                                     | Bardi · Cevasco · D'Altrui · Dennerlein · Guerrini · Lavoratori · Lonzi · Merello · Parmegiani · Pizzo · Rossi · Spinola · CT: Andrés Zólyomy | Italia (bandiera) |